# Фриззелл, Джимми
Джеймс «Джимми» Фриззелл (16 февраля 1937, Гринок, Ренфрушир — 3 июля 2016, Олдем, Северо-Западная Англия) — шотландский футболист и футбольный тренер.
Фриззелл начал свою игровую карьеру в «Гринок Мортон» как форвард в 1957 году. Три года спустя, он присоединился к «Олдему», где он сыграл 318 матчей и забил 57 голов. Это стало наилучшим успехом в его игровой карьере.
Как тренер отметился, работая с тем же «Олдем Атлетик» и «Манчестер Сити».
Ушёл из жизни 3 июля 2016 года.